# Джоахор
Джоахор — река в России и Азербайджане, протекает по Республике Дагестан.
Берёт исток в Закатальском заповеднике, у горы Чугак (2765,1 м). Устье реки находится в 153 км по левому берегу реки Аварское Койсу (Джурмут). Длина реки составляет 12 км, площадь водосборного бассейна — 34,5 км².

## Данные водного реестра
По данным государственного водного реестра России, относится к Западно-Каспийскому бассейновому округу, водохозяйственный участок реки — Сулак от истока до Чиркейского гидроузла. Речной бассейн реки — Терек.
Код объекта в государственном водном реестре — 07030000112109300000759.